# Ambrose Jerome Kennedy
Ambrose Jerome Kennedy (ur. 6 stycznia 1893 w Baltimore, Maryland, zm. 29 sierpnia 1950 w Baltimore, Maryland) – amerykański polityk, działacz Partii Demokratycznej. W latach 1932–1941 był przedstawicielem czwartego okręgu wyborczego w stanie Maryland w Izbie Reprezentantów Stanów Zjednoczonych.